# Aeroportul Água Boa
Aeroportul Água Boa (IATA: GGB, ICAO: SWHP) este un aeroport din Água Boa, Mato Grosso, Brazilia ce deservește zona Água Boa. Aeroportul a fost tranzitat în 2022 de 1.458 de pasageri.
Situat la o altitudine de 459 m, aeroportul dispune de 1 pistă.

## Infrastructură

### Piste
Aeroportul dispune de o singură pistă. Pista 3/21 are suprafața de asfalt și dimensiunile 1.627 m × 18 m. 